# الدولة العثمانية المجهولة
الدولة العثمانية المجهولة هو كتاب تاريخي من تأليف أحمد آق كوندز وسعيد أوزتوك وتناول فيه تاريخ الدولة العثمانية سياسياً واجتماعياً وقانونياً واقتصادياً وتحدث فيه عن التعليم والقضاء في الدولة العثمانية.

## الكتاب
تناول المؤلف فيه تاريخ الدولة العثمانية منذ تأسيسها حتى سقوطها 
قسم المؤلف كتابه إلى أربعة أقسام كبرى 
القسم الأول:  التاريخ السياسي للدولة العثمانية 
وتحدث فيه المؤلف عن السلاطين العثمانيين ابتداء بالسلطان عثمان الأول حتى نهاية الدولة العثمانية وانهيارها وتناول في حقبة كل سلطان أهم المعلومات المتعلقة به وبعصره.
القسم الثاني: بعنوان المجتمع في الدولة العثمانية والحرم العثماني
تحدث فيه المؤلف عن الرقيق في الدولة العثمانية وعن الحرم السلطاني وعن الرعايا في الدولة العثمانية وطبقات المجتمع المختلفة
القسم الثالث النظام القانوني العثماني وتشكيلات الدولة
تحدث فيه عن القوانين المتبعة في الدولة العثمانية ومدى ارتباطها بالشريعة وصلاحيات شيخ الإسلام وهل كانت القوانين موحدة في كامل أرجاء الدولة أم مختلفة حسب الولايات
ثم تحدث عن بعض أجهزة الدولة ووظائفها ثم تحدث عن الحقوق والحريات في الدولة العثمانية ثم تحدث عن التعليم والقضاء في الدولة العثمانية وفي نهاية هذا القسم تحدث عن حقوق الأقليات في الدولة العثمانية.
القسم الرابع والأخير بعنوان المالية والاقتصاد والتجارة في الدولة العثمانية
تحدث فيه المؤلف عن الضرائب في الدولة العثمانية ثم تكلم عن موازنة الدولة العثمانية وموارد هذه الميزانية ثم تحدث عن الاقتصاد والتجارة في ظل الدولة العثمانية

## أسلوب الكتاب
اتبع المؤلف طريقة السؤال والجواب في عرض المادة العلمية لهذا الكتاب ووجد في الكتاب 303 أسئلة من أصل خمسة آلاف سؤال وجهت إليه وقد أجاب عن الأسئلة إجابة علمية دقيقة موثقا ذلك بالأدلة

مؤلف الكتاب هو أحمد آق كوندز لكن سعيد أوزتوك قام بالمساعدة في الجوانب الاقتصادية العثمانية فقط لأنه متخصص بالاقتصاد.

## المبادئ العامة المتبعة في تأليف الكتاب
أن يكون الكتاب مكتوب بلغة سهلة دون استخدام المصحات المختصة لكن مع توثيقه علمياً ليتمكن من قراءته الطالب وأستاذ التاريخ وكل شخص مهتم بالتاريخ العثماني ولو لم يكن مختصا في ذلك.